# 須貝智郎
須貝智郎（すがい ともお、1953年1月23日 - ）は、山形県を拠点に活躍する農業経営者兼インディーズのローカル・シンガーソングライター。同県南陽市内に個人事務所「ブリード」を立ち上げ、自ら所属している。

## プロフィール
江戸時代から15代続く農家の長男として、東置賜郡和郷村（現：南陽市）法師柳に生まれる。
山形県立赤湯園芸高等学校（現：山形県立南陽高等学校）卒業後、コメの減反政策や農作物の価格低迷など農業を取り巻く環境に失望したこと、さらには泥まみれで働く父の姿を見て、百姓をやめて土木作業で生活の糧を得ようと決意。卒業と同時に家を出て日雇い労働者として全国各地を渡り歩いた。
そうした中、宿舎のラジオから流れてきた岡林信康の「山谷ブルース」の歌詞に自身の姿に重なり、感動を覚え、自分もそんな歌をつくりたいとの思いを抱いた。また人から使われるならば、自然に使われる農民に戻りたいとの思いを募らせ、1973年に2年ぶりに帰郷。同年に地元の友人らとフォークグループ「蛇の目傘」を結成した。以後、農業に従事する傍ら、自宅の土蔵でコンサートを開くなどして「農民シンガー」として徐々に知名度を上げた。
1984年、出稼ぎを歌った「おいらは父親」がNHKヤングミュージックフェスティバル全国大会で入賞。それをきっかけとして、ファーストアルバム「飛ぶべ！」をリリースし本格的にプロデビューした。こののち、活動の軸足は山形に置きながらも、フジテレビ『おはよう!ナイスデイ』、『オールスター家族対抗歌合戦』、関西テレビ『三枝の愛ラブ!爆笑クリニック』の出演や、自宅からの中継で日本テレビ『ズームイン!!朝!』、『24時間テレビ 「愛は地球を救う」』等にも出演した。
昨今では地元のほか、東京・渋谷でのライブ活動や、全国各地に出向き、農業をテーマにした講演も行っている。
山形県住みよいふるさとを創る会委員、やまがた食料・環境・ふるさとを考える地球人会議副代表、南陽市芸術文化協会副会長、山形県社会教育委員等を歴任した。

## 作品

### 楽曲
| - 豊穣 - ベゴ子は山へ（米鶴酒造CMソング） - れんげ草 - 道 - 自然人 - 湧水の詩（YTS山形テレビ 旧早朝オープニング・深夜エンディング曲） - ごっつぉさま（NHK『みんなのうた』使用曲） - だだちゃの気持ち（だだちゃ豆イメージソング） - がんばれ母さん - 酒と共に去りぬ - 産地直送 | - 故郷人（読みは「イナカモノ」） - ベゴ子の唄 - 雪迎え - GIKOGIKO - おいらは父親 - おじんちゃの鍬 - ケラコの大冒険 - 草刈り - カモの詩 - マメコバチ花子の唄 - あいさつの樹(米沢市立北部小学校１００周年記念テーマソング) etc… |

### CD・MT
- アルバム「鍬（くわ）」
- シングル「酒と共に去りぬ」
- シングル「豊穣」
- シングル「ごっつぉさま／ケラコの大冒険」
- シングル「産地直送」
- マキシシングル「だだちゃの気持ち」
- ベストアルバム「故郷人」

### 著書
- 『翔ぶべ!!―百姓シンガーより愛をこめて』恒友出版、1987年。ISBN 476527036X
- 『かん助ドンとじいさま―須貝智郎の童民話 First Stage』ライフ社、1994年。ISBN 4897300274

## メディア出演

### テレビレギュラー番組
- 『欽ちゃんのどこまで笑うの?!』→『欽どこTV!!』（過去、セミレギュラーで。テレビ朝日）
- 『A1サタデー』（山形テレビ）
- 『スーパーJチャンネルYTSゴジダス』（コメンテーター、山形テレビ）

ほか多数

### ラジオレギュラー番組
- 『TOMOO&AKEMI（ともお・あけみ）の夢ランド』（過去、AKEMIと。YBCラジオ）

#### コマーシャルメッセージ
- 米鶴酒造（東置賜郡高畠町本社の酒造メーカー）

### その他のメディア出演
- 『親の目子の目』「俺らは百姓シンガー」（1999年頃、YBCテレビ制作・民教協）